# St. Louis (Michigan)
St. Louis is een plaats (city) in de Amerikaanse staat Michigan, en valt bestuurlijk gezien onder Gratiot County.

## Demografie
Bij de volkstelling in 2000 werd het aantal inwoners vastgesteld op 4494.

## Geografie
Volgens het United States Census Bureau beslaat de plaats een oppervlakte van
7,8 km², waarvan 7,4 km² land en 0,4 km² water.

## Plaatsen in de nabije omgeving
De onderstaande figuur toont nabijgelegen plaatsen in een straal van 28 km rond St. Louis.